# Heikki Hosia
Heikki Päiviö Hosia (né le 29 novembre 1907 à Punkalaidun et mort le 23 mars 1997 à Helsinki) est un homme politique finlandais,. 

## Biographie
Heikki Hosia est directeur du de l'université populaire d'Ostrobotnie du Sud et de l'institut d'Orivesi de 1943 à 1964, date à laquelle il a été nommé chef de cabinet du ministère de l'Éducation.
Heikki Hosia est ministre de l'Éducation des gouvernements Miettunen I (14.7.1961 - 13.4.1962)	et  Sukselainen II (13.1.1959 - 14.7.1961).
Il reçoit le Prix Alfred-Kordelin en 1993.